# The Doors

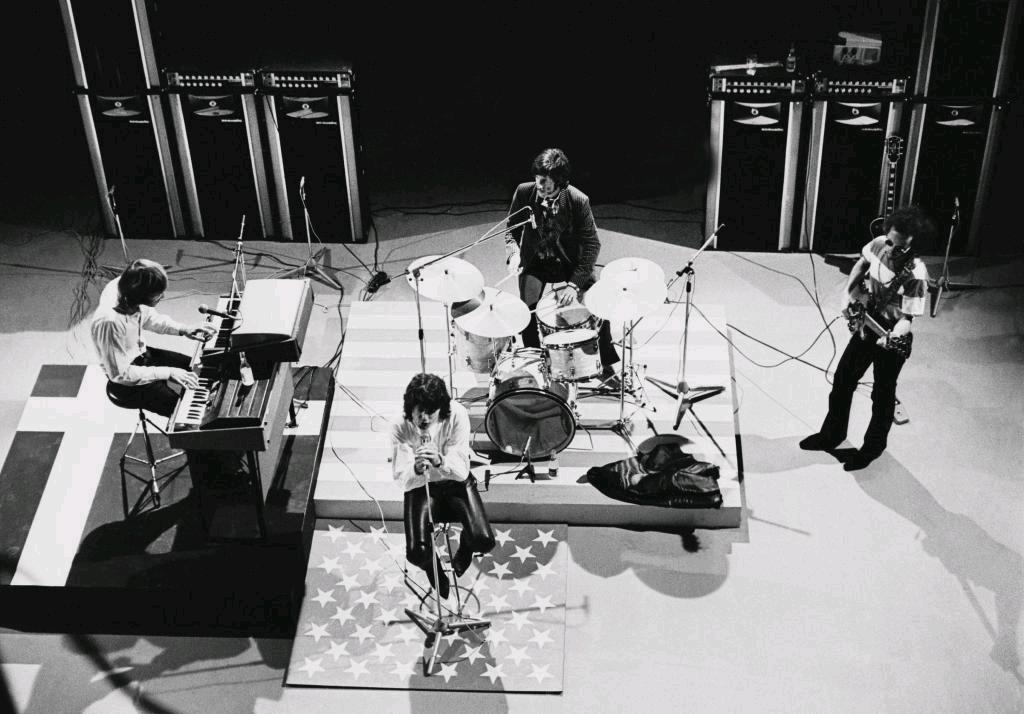
The Doors i dansk TV 1968.

The Doors var ett amerikanskt psykedeliskt rockband som bildades 1965 i Venice, Los Angeles och var aktivt till mars 1973. Bandet bestod av sångaren Jim Morrison (1943–71), trumslagaren John Densmore, gitarristen Robbie Krieger och keyboardisten Ray Manzarek. På studioinspelningarna medverkade ett flertal basister, men någon basist var aldrig formellt medlem i The Doors.
Gruppnamnet togs från Aldous Huxleys bok The Doors of Perception, vars titel var tagen från ett citat av William Blake. Gruppen var under 1960-talets senare del och början av 1970-talet en av USA:s populäraste rockgrupper, men de väckte också ilska i USA:s konservativa led då Morrisons utspel, utmanande texter och uppträdande på scen ansågs kontroversiella och uppmuntrade till uppror.

## Historia

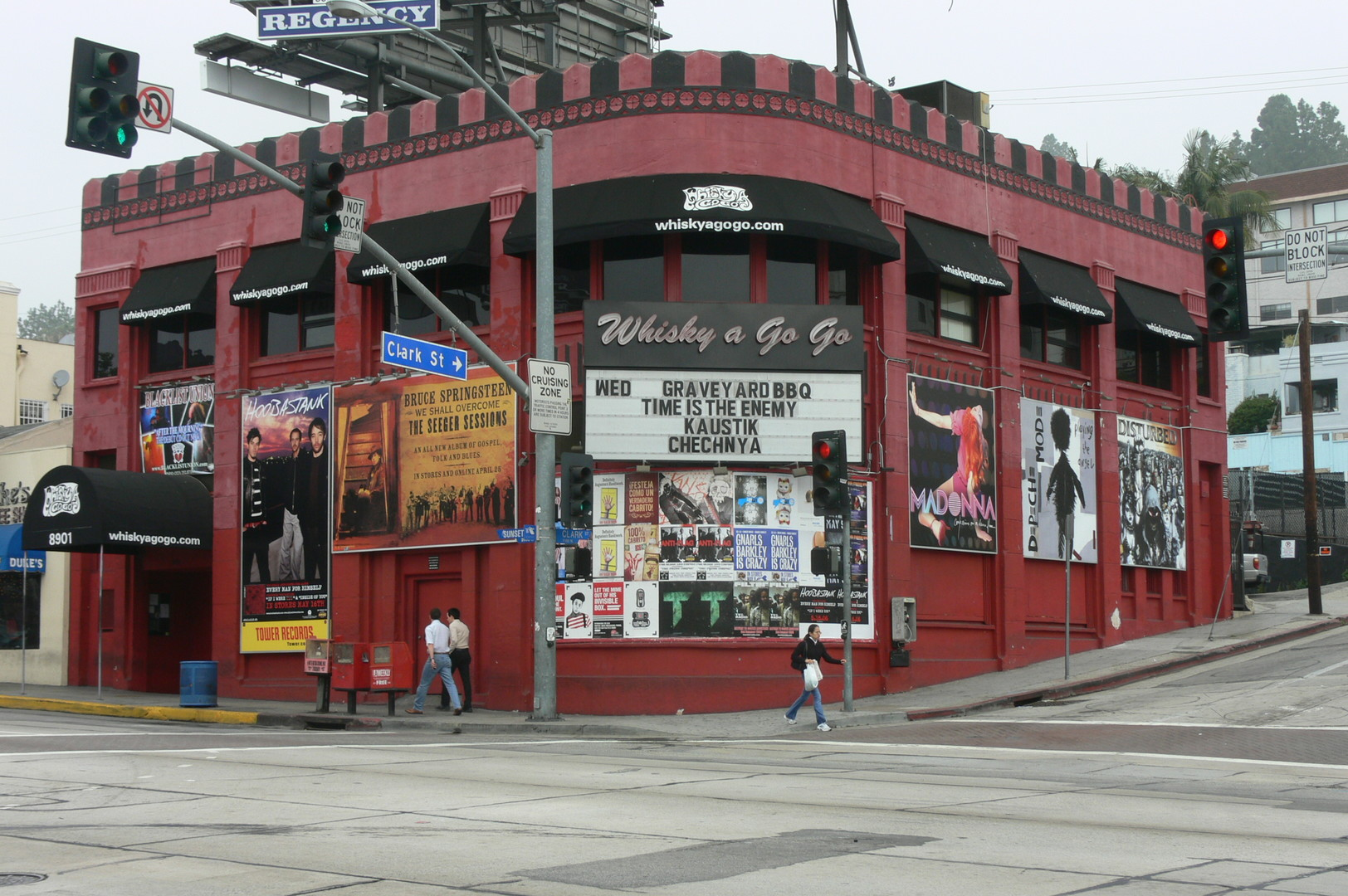
Whisky a Go Go

Jim Morrison och Ray Manzarek träffades 1965 som filmstudenter vid UCLA. Manzarek fick höra några texter som Morrison skrivit och uppmuntrade honom till att de skulle starta ett band tillsammans. Strax därefter blev trumslagaren John Densmore och basisten Pat Sullivan medlemmar. Sullivan ersattes dock snabbt av gitarristen Robby Krieger men några demoinspelningar med Sullivan finns bevarade. 1966 hade de en tid spelat på klubbar i Los Angeles, mest Whisky a Go Go, då de upptäcktes av Elektra Records. I augusti 1966 spelade de in sitt debutalbum som släpptes i januari 1967.
"Break On Through (To the Other Side)" släpptes som debutsingel, men blev inte särskilt uppmärksammad. Deras andra singelsläpp, "Light My Fire", blev gruppens genombrott. Låten var en blandning av bossa nova i verserna (trummorna var starkt präglade av låten "Garota de Ipanema") och 4/4-delstakt i refrängerna. Solot var influerat av John Coltranes inspelning av "My Favorite Things". En längre version av låten ingick också på deras debutalbum The Doors.
I september 1967 framförde de "Light My Fire" i det då populära TV-programmet The Ed Sullivan Show. Före sändningsdags hade gruppen instruerats av programledningen att inte sjunga ordet "higher" i textraden "girl we couldn't get much higher" i TV, utan istället byta ut det mot "better". Jim Morrison struntade dock i detta och sjöng den ursprungliga texten med tydlig betoning på "higher", vilket ledde till att de aldrig mer fick framträda i programmet.
Gruppens andra album Strange Days sålde liksom debuten bra. Dess två singlar "People Are Strange" och "Love Me Two Times" upprepade dock inte framgången med "Light My Fire". Under åren 1968-1969 släppte gruppen två album som kom att betraktas som något vekare än deras två första. På dessa album experimenterade man med sitt sound. Under inspelningarna av det tredje albumet, Waiting for the Sun, tilltog även Morrisons bruk av alkohol. Skivan blev deras första att bli etta på Billboard 200 och dess huvudsingel "Hello, I Love You" blev deras andra Billboard Hot 100-etta, och deras första singelhit i Storbritannien där de endast haft marginell framgång innan dess. Låten förargade Dave och Ray Davies från The Kinks som ansåg att den hade väl stora likheter med deras låt "All Day and All of the Night" från 1964. Det fjärde albumet The Soft Parade dominerades av bleckblåsinstrument och gav gruppen ytterligare en hitsingel med låten "Touch Me", men på grund av Morrisons alkoholintag var inspelningarna av skivan kaotiska och drog ut på tiden.
I mars 1969 inträffade en kontroversiell händelse då gruppen höll en konsert på Dinner Key Auditorium i Miami. Morrison blev först och främst försenad till konserten, och när han kom upp på scen var han kraftigt alkoholpåverkad. Morrison skrek obsceniteter åt publiken och några dagar senare väcktes åtal mot honom då det påstods att han skall ha blottat sig under konserten, något som de övriga medlemmarna i gruppen emellertid har förnekat. Morrison dömdes till fängelse i sex månader, men avtjänade aldrig straffet då hans dom överklagades. Morrison hann avlida (1971) innan målet avgjorts. Han benådades postumt 2010.
Gruppen gick tillbaka till sitt gamla hårda rocksound på de två sista albumen. Efter att det första av dessa album Morrison Hotel släppts beslutade bandet i december 1970 att inte uppträda inför publik längre. Detta efter att Jim Morrison kollapsat mentalt under ett uppträdande i New Orleans och sedan satt sig ner och vägrat fortsätta konserten. De fortsatte dock att spela in i studio och fick en stor framgång med albumet L.A. Woman med singlarna "Love Her Madly" och "Riders on the Storm". Efter att inspelningarna av det albumet var klara reste Morrison till Paris med sitt kvinnliga sällskap Pamela Courson för att vila upp sig och ta en paus från det ansträngande artistlivet. Istället tilltog återigen Morrisons alkoholkonsumtion och intag av andra drogsubstanser.

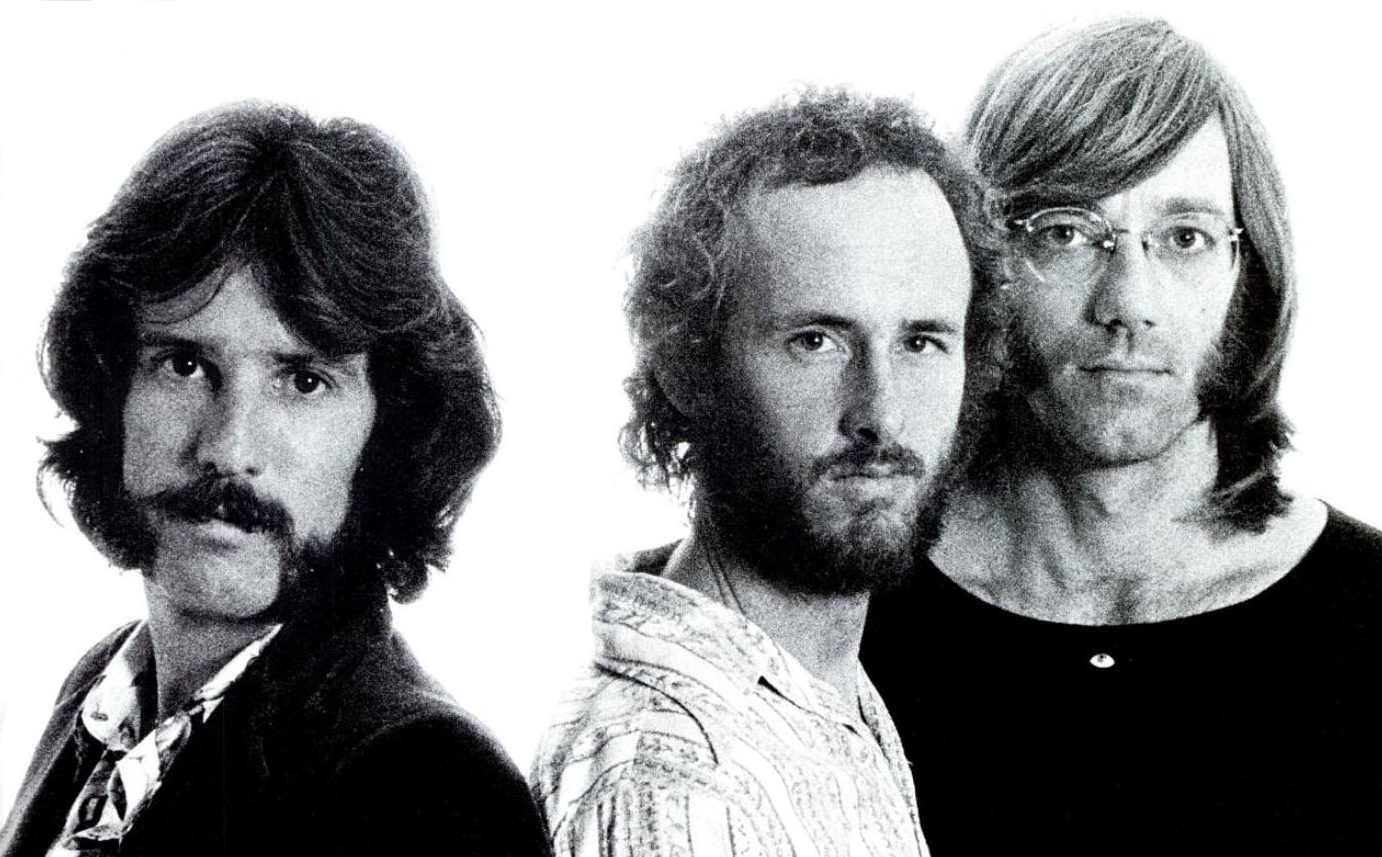
Densmore, Krieger and Manzarek November 1971

Jim Morrison dog av en hjärtinfarkt i ett badkar i nämnda stad den 3 juli 1971. Morrison hade varit gruppens stora dragplåster och utan honom blev det svårt att fortsätta. Gruppen upplöstes två år efter dödsfallet.

## Efter gruppens upplösning
1978 spelade de kvarvarande medlemmarna in musikbakgrunder till dikter som Morrison spelat in 1970 och resultatet gavs ut som albumet An American Prayer. Bandets historia filmatiserades 1991 i filmen The Doors av Oliver Stone med Val Kilmer i huvudrollen som Jim Morrison. De valdes 1993 in i Rock and Roll Hall of Fame. 
Sedan 2002 har Manzarek och Krieger uppträtt live med Doors-material, men de har inte tillåtelse att använda namnet The Doors efter legala uppgörelser med John Densmore som inte tyckt det varit passande att uppträda som the Doors utan Jim Morrison. Densmore har även varit restriktiv med att tillåta att The Doors musik används i reklamfilm eftersom Morrison var negativt inställd till det.
Ray Manzarek dog den 20 maj 2013 av cancer.

## Kuriosa
The Doors musik spelas ofta i filmer om Vietnamkriget, exempelvis i Apocalypse och Plutonen, bland annat för att musiken anses vara tidstypisk. De spelas även i filmer som bara delvis handlar om Vietnamkriget, som Forrest Gump.

## Diskografi

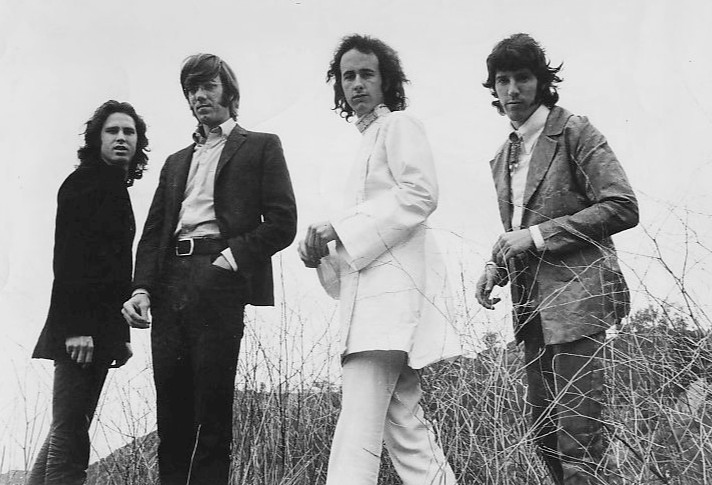
The Doors cirka 1969

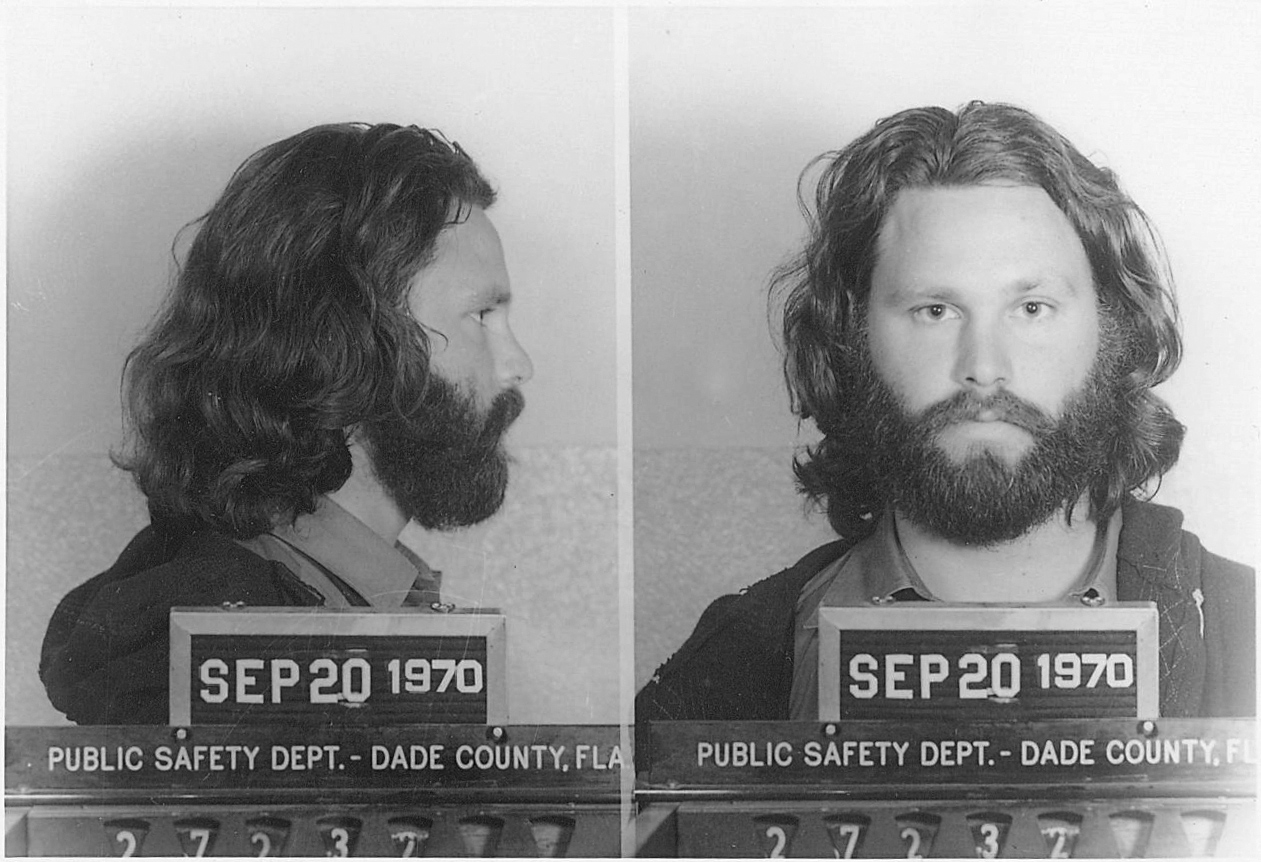
Jim Morrisons förbrytarfoto 1970

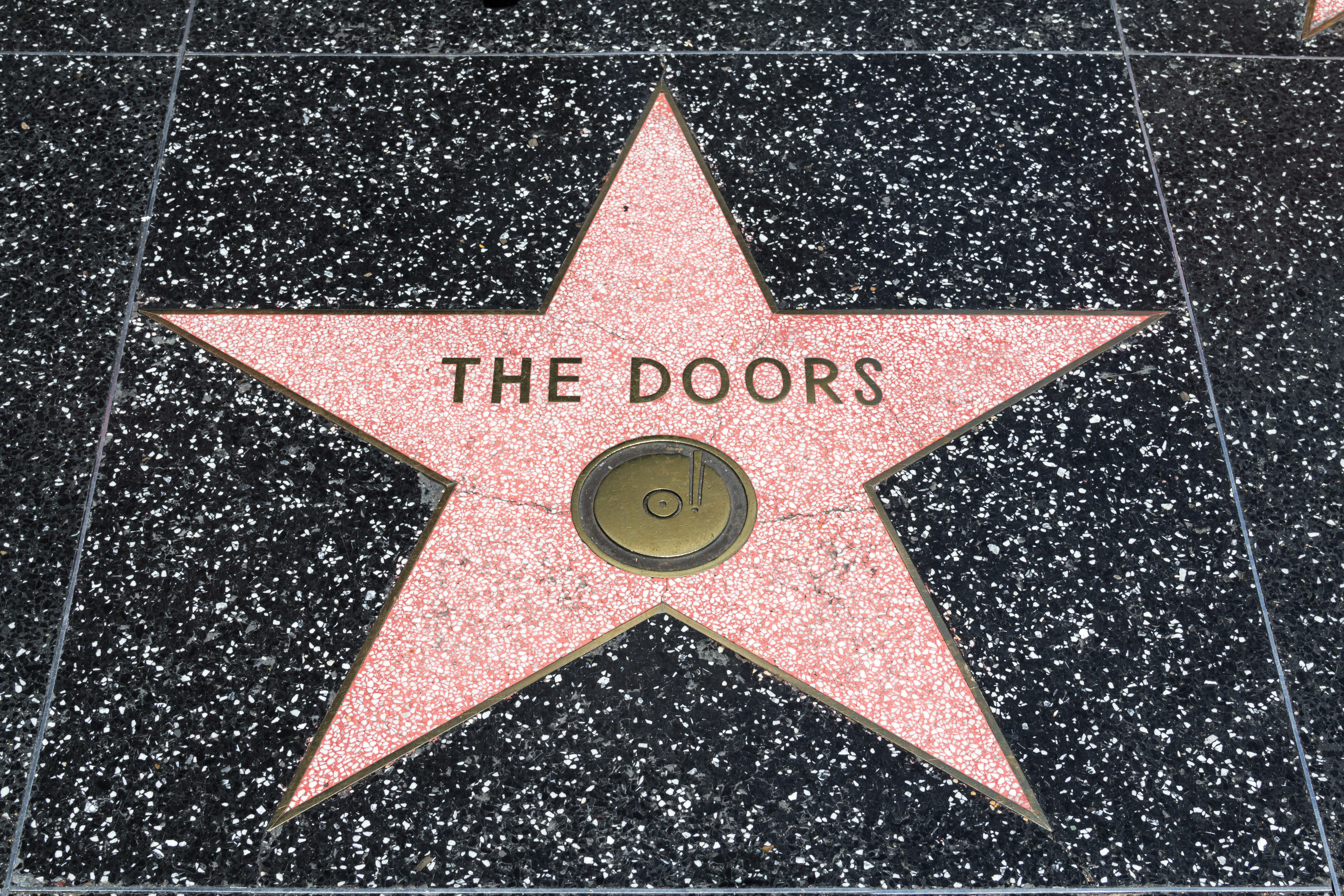
En stjärna för The Doors på Hollywood Walk of Fame i Los Angeles, Kalifornien.

### Studioalbum
- The Doors (1967)
- Strange Days (1967)
- Waiting for the Sun (1968)
- The Soft Parade (1969)
- Morrison Hotel (1970)
- L.A. Woman (1971)
- Other Voices (1971)
- Full Circle (1972)
- An American Prayer (1978)

### Live- och konsertalbum
- Live at the Aquarius Theatre: First performance (1969)
- Live at the Aquarius Theatre: Second performance (1969)
- Live in Detroit (1970)
- Live in Philadelphia '70 (1970)
- Live in Boston '70 (1970)
- Absolutely Live (1970)
- Alive She Cried (1983)
- Live at the Hollywood Bowl (1987)
- In Concert (1991)

### Samlingsalbum
- 13 (1970)
- Wierd Scenes Inside The Goldmine (1972)
- The Best of The Doors (1973)
- The Doors Greatest Hits (1980)
- Classics (1985)
- The Best of The Doors (1985)
- Film Musik The Doors (1991)
- Greatest Hits Enhanced CD (1996)
- Boxset (1997)
- The Complete Studio Recordings (1999)
- Bright Midnight Sampler (2000)
- Legacy: The Absolute Best (2003)
- The Complete Studio Recordings Long Box (2003)
- Boot Yer Butt (2003)
- The Doors Perception (2006)
- The Very Best of the Doors (2007)
- The Platinum Collection (2008)

### Intervjuer och radioprogram
- No One Here Gets Out Alive (2001)
- The Lost Interview Tapes Featuring Jim Morrison Volume One (2001)
- The Lost Interview Tapes Featuring Jim Morrison Volume Two: The Circus Magazine Interview (2002)